# Jazz rock
El jazz rock és un dels subgèneres musicals que es van desenvolupar en els últims anys de la dècada de 1960 i començaments dels 70. Emmarcat inicialment dins d'un corrent més ampli, el Rock Progressiu, va conformar el seu propi llenguatge i va desenvolupar diverses línies de característiques ben definides. Els principals grups van raure als Estats Units, però els orígens del gènere es van plantejar a Anglaterra, a partir de 1963, i més tard trobem exemples del mateix en altres països, incloses Espanya i Llatinoamèrica.
La dècada dels 70 va ser la més visible per a la fusió, però l'estil ha estat també ben representat durant èpoques més recents.

## Característiques musicals
Totes les variants del gènere, van incloure una sèrie d'elements característics propis:

### En relació amb l'estructura delritme
Tot i que es va seguir generalment el tipus de compàs quaternari propi del rock, les línies del baix i la bateria van recollir maneres típicament jazzístiques, especialment durant els solos.

### En relació amb elsarranjaments
Tot i que en molts casos els arranjaments per a les seccions de vent es van limitar a l'harmonització dels riff de guitarra clàssics del rock, en d'altres es van produir veritables arranjaments per a veus instrumentals diferents, a la manera de les bandes de jazz. La influència en aquests, va variar des dels clarament influïts pel bop, com en els primers discos de Bs&T, fins als que van prendre les seves arrels en les orquestres de swing, com en el cas de Chase. En alguns casos (Dzyan, The Flock...) la influència de les improvisacions i arranjaments col·lectius del free jazz va ser evident.

### En relació amb els solos instrumentals
Encara que el concepte de solo ja era conegut i usat pel rock anterior a 1967, en el jazz rock es desenvolupa de forma habitual, pràcticament en tots els temes, prenent en molts d'ells un paper rellevant i, fins i tot, principal respecte al tema vocal, a la manera de la tradició jazzística. Això va exigir la presència a les bandes d'instrumentistes solvents, en alguns casos de nivell molt alt: Randy Brecker, Bill Chase, Chick Corea, Stanley Clarke, Lewis Soloff, Dave Bargeron, Wayne Shorter, etc. Tots ells van ocupar llocs destacats en els polls de la revista Down Beat, al llarg dels anys 1970.

## Subgèneres
El concepte no es va aplicar a un sol corrent de desenvolupament musical, sinó que en el mateix podem trobar, almenys, dos subgèneres ben diferenciats:

### Lesbig bandsde rock
La influència dels grups de soul i R&B de mitjans dels anys 1960, va tenir un clar efecte en la generació de músics que, sobretot en les ciutats del nord-est dels EUA, van començar a muntar els seus grups cap a 1967. Al nucli instrumental bàsic dels grups clàssics de rock (guitarra, baix elèctric, bateria i teclats), es van incorporar instruments de metall (trompeta, saxo, trombó), inusuals fins llavors en el rock, però d'àmplia tradició en els gèneres abans citats. Va ser el crític de jazz, Joachim E. Berendt, qui va proposar la denominació de big bands de rock per a aquests grups.

#### Grups als Estats Units
Els grups pioners van aparèixer als Estats Units. El 1967, Al Kooper va formar la que seria la més important d'aquestes, Blood, Sweat & Tears, encara que la més popular, i la que va aconseguir millors resultats comercials, va ser el grup Chicago, que es va formar el mateix any, encara que va editar el seu primer àlbum un any més tard que Bs&T.
En aquests mateixos anys, van aparèixer altres Grups importants, com Dreams (1968), Lighthouse (1968), que eren canadencs, Chase (1969),... Algunes bandes, que ja existien anteriorment, van afegir vents a la seva formació al voltant de 1968, per la influència exercida per Bs&T, com The Ides Of March, que es van formar el 1964; The Electric Flag (un grup de blues molt relacionat amb Mike Bloomfield i Al Kooper); o The Flock (el grup del violinista Jerry Goodman); i d'altres, com Rare Earth, encara amb una secció de vent reduïda, o com Buddy Milers, van reclamar la seva incorporació al gènere. Grups posteriors, com Malo (1972), també van incorporar potents seccions de vent.
Berendt introdueix també en aquest subgènere el grup Santana, especialment a partir del seu disc Caravanserai, malgrat mancar de secció completa de metalls. Encara que els pressupostos de partida van ser molt diferents dels dels grups abans ressenyats, molts autors també inclouen en aquest subgènere a un dels més influents grups dels anys 70, Steely Dan.

#### Grups a Anglaterra
Els grups anglesos, que havien suposat el nucli bàsic del rock progressiu, no van ser gaire donats a les “big bands de rock”, tot i la seva forta tradició de blues. Però almenys, és necessari recordar un grup molt interessant i que, realment, tenia formació de big band: CCS, el grup del pianista John Cameron, que va editar el seu primer disc el 1971. En certa forma, i encara que molt escorats cap als sons ètnics, el grup anglo-africà Osibisa també va beure d'aquest corrent.

##### Grups a l'Argentina
A Buenos Aires, on es va desenvolupar el moviment de rock en castellà més important, el grup "Alma y Vida" va fer un jazz rock de notable qualitat, a partir de 1970, incloent-hi Bernardo Baraj, saxofonista, Carlos Mellino als teclats i veu, Alberto Hualde a la bateria, Juan Barrueco a la guitarra, i Mario Salvador amb la trompeta.
També és de destacar el grup Spinetta Jade, que va tenir diferents formacions però sempre com a líder i compositor a Luis Alberto Spinetta.

##### Grups a Espanya
Sorprenentment, a Espanya hi va haver alguns grups que van tenir relació amb aquest subgènere, ja en època tan primerenca com 1967. Un grup molt influït pel Soul i que estava al corrent dels moviments que estaven tenint lloc als EUA, amb secció de metalls i tot, van ser Los Canarios que, després d'una gira pels EUA, van publicar el seu primer single el 1967 i van aconseguir un cert èxit amb el seu tema Get on your knees (1968). També van adoptar alguns elements del jazz rock de gran grup altres grups com a Henry And The Seven (l'embrió dels futurs Pop Tops) i, més tard, Alcatraz, molt influïts en els seus arranjaments per Chicago. També, en les seves últimes formacions cap a 1972, el grup progressiu català Màquina! va adoptar el llenguatge del jazz rock.
Bastant més tard, ja en els anys 1990, grups com La Blues Band De Granada o Pecos Beck & Tito Poyatos Band, van recuperar el so de les big bands de rock.

#### Grups a Europa
Hi va haver també grups d'aquest tipus en altres països europeus, com és el cas de The Lolas, a Polònia.

##### Grups al Perú
Sens dubte un dels seus millors representants va ser Black Sugar grup que va fusionar els ritmes llatins, afroperuanos amb el rock i el jazz.
Són importants les aportacions de Manuel Miranda i Manongo Mujica en l'evolució del Jazz Peruà, destacant com sempre Alex Acuña.
Un altre grup important va ser Nil's Jazz Ensemble amb un disc de tall smooth jazz i jazz rock el 1976, Bossa 70, Los Far Fen, Otto De Roges entre d'altres.

### Jazz-rock fusió
Tot i que el Jazz fusió és un gènere que va més enllà de la música rock, s'ha aplicat freqüentment com un gairebé-sinònim de jazz-rock, a aquelles formes derivades de la combinació entre conceptes i frasejos jazzístics, i sons i ritmes d'origen rocker, sovint amb influències d'altres gèneres propers, particularment pop R&B, hip-hop, soul i/o música electrònica. Els discos de Fusió (fins i tot els que hagin estat fets per un mateix artista) inclouen sovint una varietat d'aquests estils musicals.
Més que un estil musical codificat, la fusió es pot veure com una tendència o acostament musical.
Es tracta d'un estil típicament instrumental (és a dir, sense veu), encara que alguns subestils contenen parts vocals; sovint conté formes complexes de tempo, mètrica i patrons rítmics, amb longituds esteses de la pista, oferint improvisacions molt llargues. Els músics de Jazz Fusió són reconeguts per tenir un alt nivell de virtuosisme, combinat amb composicions complexes i improvisació musical als metres, vistos rarament en altres formes musicals occidentals, llevat d'en el jazz.

#### Orígens
Des d'un altre vessant totalment diferent de les Big Bands de Rock, músics de jazz havien començat a introduir als seus discos bases rítmiques de tipus rock, especialment a partir de les experiències de Frank Zappa a finals dels anys 60. Encara que tenim l'antecedent de Julian Cannonball Adderley, que va començar a realitzar la música que fusionava el jazz amb el pop, el pioner, indubtablement, va ser Miles Davis, que va trencar el foc amb el seu disc Bitches Brew (1969). Una bona part dels músics de jazz que el van acompanyar en aquest enregistrament, generarien Grups de jazz-rock en els anys següents: Chick Corea amb el seu grup Return To Forever, John Mclaughlin i el seu Mahavishnu Orchestra, Joe Zawinul i el grup Weather Report, Larry Coryell i Eleventh House, Tony Williams i els seus Lifetime… Altres músics de jazz, com Stanley Clarke, Pat Metheny o David Sanborn, o de rock, com Jeff Beck, van treballar en aquesta mateixa línia.
Miles Davis al seu àlbum Bitches Brew, revela possibles influències del compositor avant-garde Karlheinz Stockhausen. En relació amb la instrumentació, aquesta també s'apropa al rock; així, el "Tony Williams Lifetime", usa instruments com la guitarra elèctrica, el baix i el piano elèctric. Més tard, Herbie Hancock, Joe Zawinul, Jan Hammer i Chick Corea, comencen a incorporar sintetitzadors com el minimoog.

#### Jazz-rock fusió a Europa
Aquest gènere va tenir també representants a Europa: Els seminals Soft Machine (que crearien el 1970 una de les pedres angulars de l'estil: Third), Nucleus (el grup del trompetista Ian Carr), Phil Wachsmann, Colosseum i Paraphernalia (amb la saxofonista Barbés Thompson), tots ells al Regne Unit; Dzyan i Pork Pie, a Alemanya, junt amb músics com el guitarrista Volker Krieger i el saxofonista Klaus Doldinger; el violinista Jean Luc Ponty i el grup Magma, a França; els suecs Ole Baver Group, etc. Potser el que més fama va assolir va ser el grup holandès Focus, liderat pel flautista Thijs Van Leer i el guitarrista Jan Akkerman, en on es barregen sons de jazz, rock, yodel, i música nativa d'Països Baixos.

#### Jazz-rock fusió a Espanya
A Espanya, hi va haver un bon nombre de grups que es van nodrir d'aquest corrent, sobretot dins del que es va anomenar el rock layetano (Om, Orquestra Mirasol, Música Urbana, Barcelona Traction, Fusioon, Companyia Elèctrica Dharma) i dins del nodrit rock Andalús (Goma, Guadalquivir, Cai, Vega, "La Banda del Tío paco"). A Madrid, el grup Dolores (que incloïa Pedro Ruy-blas i Jorge Pardo, entre d'altres) va ser el representant d'aquest corrent. Tanmateix, el grup que millor va assumir els conceptes del jazz fusió a Espanya, va ser Iceberg (1974) (més tard, Pegasus, cap a 1982), amb el guitarrista Max Sunyer i el teclista Josep Mas "Kitflus" al capdavant.

## Decadència del gènere
A partir de finals dels anys 1970, el jazz rock, com a gènere específic dins del camp del rock, va començar a decaure. Davant les grans vendes que els grups del gènere havien collit en els anys anteriors, el mercat es va decantar per les noves tendències, especialment l'hip-hop i el funk, o per les revisions radicals de les essències del rock, com el punk. Bona part dels músics que, des del jazz, havien desembarcat en ell, van tornar a les seves arrels (Chick Corea, Wayne Shorter, Herbie Hancock, Stanley Clarke, etcetera), i les big bands de rock van desaparèixer o es van acomodar en un decadent soft rock per a adults.
Tanmateix, el jazz-rock va tenir una poderosa influència en el pop britànic dels anys vuitanta, en grups com Haircut One Hundred, Blue Rondo, Simply Red, Nick Heyward o Sade, així com en el desenvolupament de l'acid jazz i el blues modern.